# William McGregor

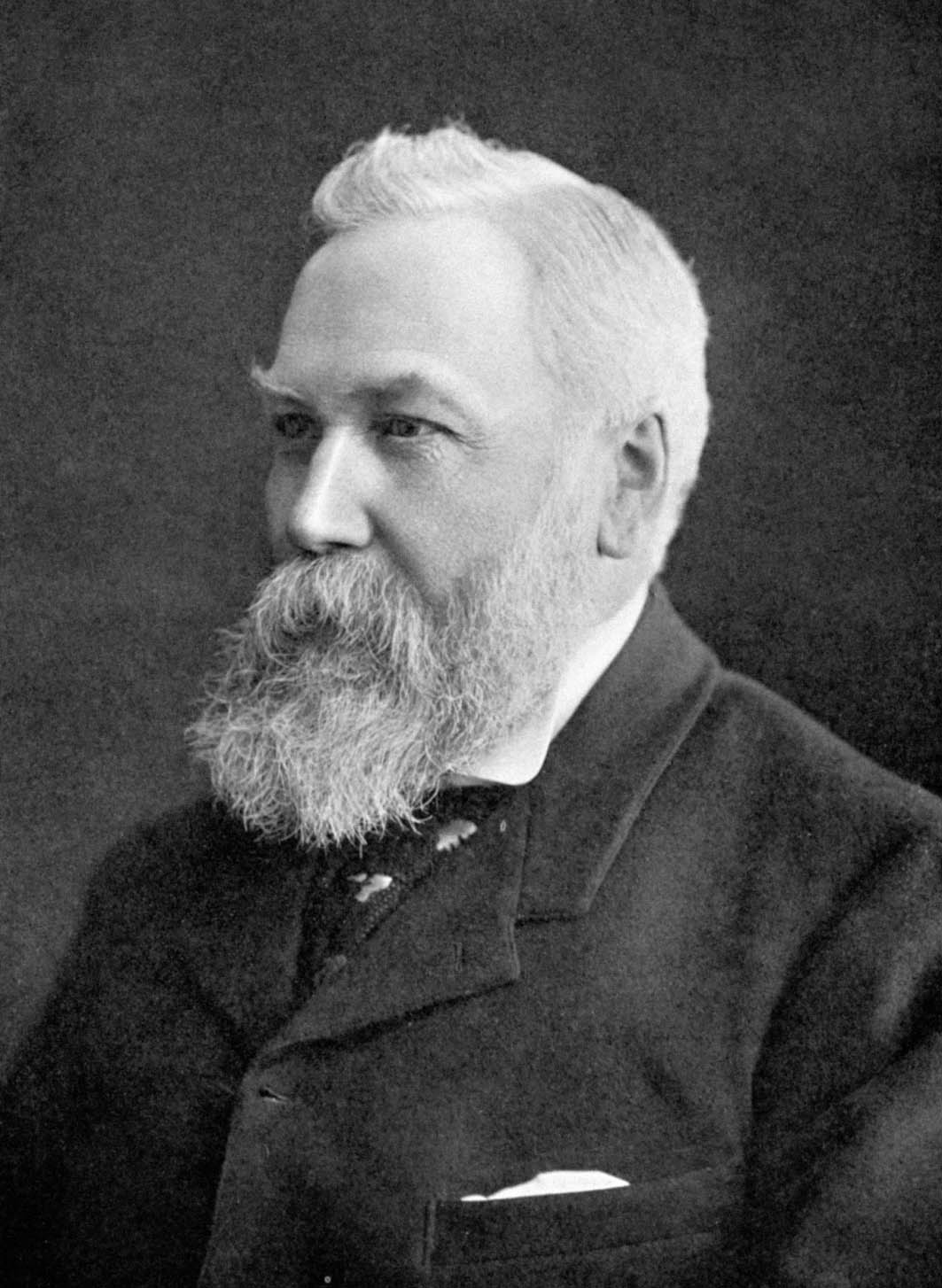

William McGregor, född 1846, död 1911, var grundaren av The Football League.
McGregor föddes i Skottland och flyttade till Birmingham 1870 där han etablerade sig i tygbranschen. Han blev där även involverad i fotbollsklubben Aston Villa där han innehade positionerna som styrelsemedlem, president och ordförande i klubben som under denna tid blev en av Englands mest framgångsrika. 
Frustrerad över det osäkra antalet tävlingsmatcher under en säsong skrev McGregor i mars 1888 ett brev till fyra andra ledande klubbar - Blackburn Rovers, Bolton Wanderers, Preston North End och West Bromwich Albion - där han föreslog att de tio eller tolv bästa klubbarna skulle gå samman för ett regelbundet matchutbyte. I april 1888 bildades ligan av tolv klubbar från Lancashire och Midlands, de övriga som gick med var Accrington FC, Burnley FC, Derby County, Everton, Notts County, Stoke FC och Wolverhampton Wanderers. McGregors namnförslag var Football Union men eftersom detta ansågs vara för likt Rugby Football Union enades man istället om Football League och McGregor blev vald till ligans förste ordförande. Fyra år senare blev han utsedd till president och 1894 blev han utnämnd till ligans första president på livstid. 
McGregor var även ordförande i The Football Association 1888-1894. Strax före sin död 1911 tilldelades han Football Associations guldmedalj för sina insatser. Utanför Aston Villas hemmaarena Villa Park finns en staty av McGregor.